# Valentina Bisti
Valentina Bisti (Roma, 18 febbraio 1974) è una giornalista e conduttrice televisiva italiana.

## Biografia

### Formazione e carriera
Ha frequentato la scuola di giornalismo radiotelevisivo di Perugia dopo essersi laureata in Lettere (indirizzo spettacolo).
Ha lavorato alla realizzazione del sito www.film.it.
Dal 2001 è una giornalista professionista e lavora in RAI. Dapprima ha lavorato nella rubrica del Tg2 Costume e società e in seguito al Tg1 nelle redazioni interni, cronaca e attualmente nella redazione società e sport. Ha condotto lo spazio meteo insieme a Stefano Campagna e Carlotta Mannu ed è stata inviata all'isola del Giglio per seguire il naufragio della Costa Concordia.
Ha condotto il TG1 60 secondi e gli spazi di approfondimento del telegiornale all'interno di Unomattina Estate nel 2013.
Dopo aver condotto l'edizione delle 16:30 del TG1, a ottobre 2016 è passata alla conduzione dell'edizione delle 13:30.
Nell'estate 2017 approda alla conduzione di Unomattina Estate con Tiberio Timperi. Verrà riconfermata nel programma per l'estate 2018, questa volta con Massimiliano Ossini al suo fianco. Il 7 giugno 2019 la direttrice di Rai 1 Teresa De Santis ha confermato la presenza della Bisti a Unomattina Estate anche per il 2019, affiancata da Roberto Poletti. La coppia è stata scelta anche per la conduzione dell'edizione autunnale del programma.
È lei, la mattina del 21 aprile 2025, a dare la notizia della scomparsa di Papa Francesco con un'edizione straordinaria del TG1, conducendo l'edizione straordinaria senza trucco.

### Vita privata
È sposata con lo scrittore Claudio Colaiacomo.

## Televisione
- TG2 (Rai 2, 2001-2003)
- TG1 (Rai 1, dal 2003)
- Unomattina Estate (Rai 1, 2013, 2017-2019)
- Unomattina (Rai 1, 2019-2020)
- Linea blu (Rai 1, dal 2023)
- TG1 Mattina Estate (Rai 1, 2023)

## Riconoscimenti
- 2009 – Premio Stigliano Messuti come miglior giornalista giovane italiano
- 2011 – Giogo d'argento
- 2013 – Premio Massimo Troisi
- 2013 – Premio letterario Letizia Isaia
- 2014 – Penna d’oro come federdama
- 2017 – Premio Le Stelle del Sud
- 2017 – CineCibo
- 2018 – Premio giornalistico televisivo Napoli Cultural Classic
- 2018 – Premio internazionale Basilicata presso le Giornate del cinema di Maratea
- 2020 – Premio Aci e Galatea